# مونه اینامی
مونه اینامی (انگلیسی: Mone Inami; ۲۹ ژوئیهٔ ۱۹۹۹) گلف‌باز اهل ژاپن است.